# Романовский уезд
Романовский уезд — административно-территориальное образование в составе Замосковного края, позднее Ярославской губернии с центром в городе Романов. Образован из земель Романовского княжества. В состав Романовского уезда входили семь станов: Васильевский, Городской, Здвиженский, Здоровецкий, Ильинский, Колохоцкий, Спасский.

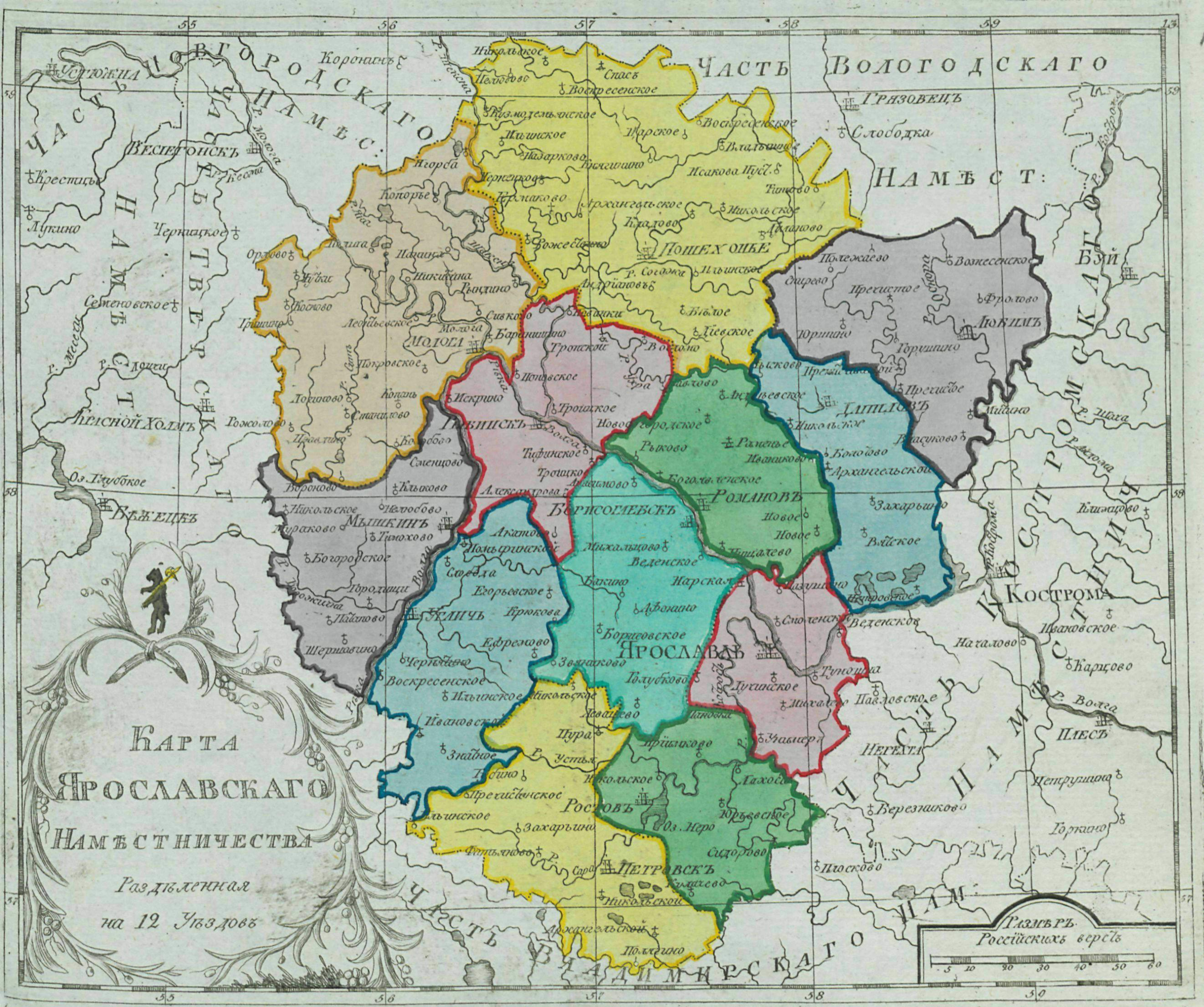
Карта Ярославского наместничества. 1792 год. Романовский уезд в центре окрашен зелёным цветом

Территория уезда располагалась на левом берегу реки Волги. На северо-западе граничил с Рыбинским уездом, на севере с Пошехонским, на востоке с Даниловским, на юге с Ярославским и на юго-востоке по реке Волге с Борисоглебским. Основная территория Романовского уезда в настоящее время относится к Левобережному сельскому поселению Тутаевского района Ярославской области. Часть территории отошла к Рыбинскому и Даниловскому районам.
Романовский уезд входил в состав Ярославского наместничества (1779—1796), а с 1796 года Ярославской губернии. В 1822 году, в связи с объединением городов Романов и Борисоглебск, был преобразован в Романово-Борисоглебский уезд.

## Уездные предводители дворянства[4]
| Время службы | Фамилия, Имя, Отчество     | Должность/Чин                          |
| ------------ | -------------------------- | -------------------------------------- |
| 1778-1780    | Сабанеев Василий Тихонович | Артиллерии майор                       |
| 1781-1783    | Власьев Сергей Иванович    | Майор                                  |
| 1784-1786    | Левашев Михаил Дмитриевич  | Капитан 1-го ранга                     |
| 1787-1789    | Власьев Сергей Иванович    | Надворный советник                     |
| 1790-1791    | Бибиков Пётр Алексеевич    | Секунд-майор                           |
| 1791-1797    | Рудин Николай Иванович     | Подпоручик, титулярный советник (1793) |